# Запис дуд код цркве (Ждрело)
Запис дуд код цркве (Ждрело) се налази на парцели чији је власник Јавно предузеће "Србијашуме".

## Локација
| Општина             | Петровац на Млави                                                           |
| Катастарска општина | Ждрело                                                                      |
| Потес               | Падина                                                                      |
| Координате          | 44° 17′ 30″ С; 21° 30′ 36″ И / 44.291800000000002° С; 21.510000000000002° И |
| Надморска висина    | 250m                                                                        |

## Карактеристике
Дендрометријске вредности утврђене на терену и сателитским снимцима:
| Стабло                     | Дуд |
| Висина стабла              | m   |
| Обим дебла                 | m   |
| Пречник крошње             | 10m |
| Пречник дебла              | m   |
| Висина дебла до прве гране | m   |

## База записа
Запис је у оквиру Викимедија пројекта "Запис - Свето дрво" заведен под редним бројем 0558.